# Fasi (köpinghuvudort i Kina, Hubei Sheng, lat 30,16, long 114,16)
Fasi är en köpinghuvudort i Kina. Den ligger i provinsen Hubei, i den centrala delen av landet, omkring 49 kilometer söder om provinshuvudstaden Wuhan. Antalet invånare är 16 982. Befolkningen består av 8 383 kvinnor och 8 599 män. Barn under 15 år utgör 14,0 %, vuxna 15-64 år 72 %, och äldre över 65 år 13,0 %.
Runt Fasi är det mycket tätbefolkat, med 1 095 invånare per kvadratkilometer. Närmaste större samhälle är Shanpo, 19,5 km öster om Fasi. Trakten runt Fasi består till största delen av jordbruksmark.
Genomsnittlig årsnederbörd är 1 713 millimeter. Den regnigaste månaden är juli, med i genomsnitt 238 mm nederbörd, och den torraste är december, med 29 mm nederbörd.